# Baba, Nedrîhailiv
Baba (în ucraineană Баба) este un sat în comuna Zasullea din raionul Nedrîhailiv, regiunea Sumî, Ucraina.

## Demografie
Componența lingvistică a localității Baba
     Ucraineană (99,21%)
     Alte limbi (0,79%)
Conform recensământului din 2001, majoritatea populației localității Baba era vorbitoare de ucraineană (99,21%), existând în minoritate și vorbitori de alte limbi.